# Punk'd : Stars piégées
Punk'd : Stars piégées (Punk'd) est une émission de télévision américaine de caméra cachée diffusée initialement entre le 17 mars 2003 et le 29 mai 2007 sur MTV. Une nouvelle saison est diffusée du 29 mars au 7 juin 2012 sur MTV, et une autre du 18 août au 6 octobre 2015 sur BET. En 2020, une saison est produite pour Quibi (en) et diffusée à partir du 6 avril 2020, puis récupérée par The Roku Channel (en).
Au Québec, elle est diffusée à partir du 6 novembre 2008 à MusiquePlus, et en France depuis 2019 sur Comedy Central

## Synopsis
Produite et animée par Ashton Kutcher, l'émission consiste à piéger des célébrités de la chanson comme du cinéma.